# Maria de Araújo
Maria Magdalena do Espírito Santo de Araújo, mais conhecida como Beata Maria de Araújo (Juazeiro do Norte, 24 de maio de 1862 — Juazeiro do Norte, 17 de janeiro de 1914), foi uma religiosa brasileira, declarada beata pela devoção popular, mas não pela Igreja Católica.

## Biografia
Maria Magdalena do Espírito Santo de Araújo, ou Maria de Araújo, nasceu no povoado de Tabuleiro Grande, na época pertencente à cidade do Crato, atual cidade de Juazeiro do Norte. Era filha de Antônio da Silva Araújo e Ana Josefa do Sacramento. Desde pequena ela já levava uma vida árdua, tendo os seus pais falecidos logo cedo. Trabalhava com artesanato, fiando algodão e fazendo bonecas de pano para a venda, além de trabalhar numa olaria fazendo a contagem dos tijolos.
Em 1885, aos seus 22 anos, passou a usar os hábitos de freira. Passou a ser considerada "beata" pelo povo após um retiro espiritual administrado pelo padre Cícero e pelo padre Vicente Sóter de Alencar. Por ser órfã, passou a residir na casa de Cícero Romão, que a mandava desde jovem ensinar artesanato para outras crianças. O fato mais importante de sua vida foi o milagre da hóstia acontecido em 1 de março de 1889. Ao receber a hóstia, em uma comunhão oficiada por Padre Cícero, na capela de Nossa Senhora das Dores, a "beata" não pôde degluti-la, pois a mesma transformara-se em sangue. O fato repetiu-se, e o povo achou que se tratava do sangue de Jesus Cristo e, portanto, era um milagre.
O povoado de Juazeiro do Norte passou a ser alvo de peregrinação, pois a multidão queria ver a beata e tratava os panos manchados de sangue como relíquias sagradas. O jornalista José Marrocos divulgou o fato ocorrido e se tornou um ardoroso defensor do suposto milagre. A notícia rapidamente chegou aos ouvidos do bispo D. Joaquim José Vieira que chamou o Padre Cícero a Fortaleza para esclarecer o acontecido. O bispo ficou intrigado com o relato ouvido, mas, pressionado por alguns segmentos da Igreja Católica que não aceitaram o relato, enviou dois sacerdotes de sua confiança, os padres Clicério da Costa Lobo e Francisco Pereira Antero, para investigar os acontecimentos. Depois de algumas experiências e de ouvirem relatos de testemunhas, deram o caso como sobrenatural.
O bispo não satisfeito com o resultado, convocou uma nova comissão constituída pelos padres Antônio Alexandrino de Alencar e Manuel Cândido, a qual concluiu não haver milagre. O relatório do inquérito foi enviado à Santa Sé, em Roma, e esta confirmou a decisão tomada pelo bispo. Maria de Araújo passou os últimos anos de sua vida enclausurada até falecer em 1914. Em 1931, seu túmulo que ficava na Igreja de Nossa Senhora do Perpétuo Socorro foi violado e seus restos mortais foram saqueados e nunca mais encontrados.
Atualmente, a memória da Beata em Juazeiro do Norte é relembrada através de historiadores, escritores e do Poder Público, que promove eventos em alusão à vida de Maria de Araújo. 